# Benjamin Bénéteau
Pour les articles homonymes, voir Bénéteau (homonymie).
Ne doit pas être confondu avec Benjamin Benéteau.
 (avril 2019).
Si vous disposez d'ouvrages ou d'articles de référence ou si vous connaissez des sites web de qualité traitant du thème abordé ici, merci de compléter l'article en donnant les références utiles à sa vérifiabilité et en les liant à la section « Notes et références ».
Benjamin Bénéteau, né le 30 novembre 1859 à Croix-de-Vie (Vendée), où il est mort le 15 mars 1928, est le fondateur en 1884 des chantiers navals Bénéteau.

## Biographie
Issu d’une famille de six enfants, ses parents ont du mal à joindre les deux bouts et à l’élever. À douze ans, Benjamin est adopté par ses oncles, François et Napoléon Houyère, riches hommes d'affaires et tous deux vieux baroudeurs des mers. François décide de faire de son neveu un homme. Il le fait embarquer comme mousse sur Élisa. Mais Benjamin a du mal à se faire au métier et, de surcroît, il souffre du mal de mer.
En fait, Benjamin va trouver sa voie en 1879, à l’âge de 20 ans, en effectuant son service militaire - d’une durée de 4 ans - à la Corderie Royale de Rochefort. C’est là qu’il manifeste un goût véritable pour le dessin de marine et qu’il croque ses premières esquisses de navires. Il passe bientôt son diplôme d'architecte naval. À cette époque, il embarque aussi sur une canonnière, La Tactique, qui le conduit en Argentine.
En 1884, Benjamin Bénéteau signe le plan d’une goélette de 20 mètres. Ce dessin figure toujours en bonne place à l’entrée du siège social du Groupe Bénéteau, à Saint-Gilles-Croix-de-Vie. Cette année-là, il crée aussi le premier chantier Bénéteau, Quai des Greniers, à Croix-de-Vie… La volonté d’innover chevillée au corps, il observe beaucoup les coques des navires anglais, le «must » de l’époque et décide que ses bateaux seront différents de ceux de ses concurrents : plus rapides et mieux adaptés aux besoins. En 1908, il prône l’emploi  des bateaux à moteur pour les pêcheurs. Mais ceux-ci y voient un danger. Alors, pour les persuader, il sort lui-même en mer. Au retour, les femmes des conserveries, qui ont débrayé, lui jettent des pierres. La police à cheval, des Sables-d’Olonne et de La Roche-sur-Yon, intervient pour ramener l’ordre.
Mais il en faut plus pour intimider Benjamin qui poursuit l’aventure.
En 1912, le chantier construit son premier voilier : le Père Peinard. Toute une philosophie. À la mort de Benjamin, en 1928 à l'âge de 68 ans, André Bénéteau, son fils, et sa femme Georgina (les parents d’Annette) reprennent le chantier. Ils ont tous les deux 21 ans. André Bénéteau produit des thoniers et des chalutiers. Il fait évoluer les lignes de carène et adapte des moteurs plus puissants à ses bateaux : les pêcheurs qui rentrent les premiers au port vendent en effet leur poisson plus cher.